# Kalabahi
Kalabahi – miasto w Indonezji na wyspie Alor w prowincji Małe Wyspy Sundajskie Wschodnie. Według danych z 2016 r. liczy blisko 19 tys. mieszkańców. Jest ośrodkiem administracyjnym kabupatenu Alor.